# Alosimus tyrrhenicus
Alosimus tyrrhenicus là một loài bọ cánh cứng trong họ Meloidae. Loài này được Bologna miêu tả khoa học năm 1989.